# Bathycongrus nasicus
Bathycongrus nasicus är en fiskart som först beskrevs av Alcock, 1894.  Bathycongrus nasicus ingår i släktet Bathycongrus och familjen havsålar. Inga underarter finns listade.